# Martin-Luther-King-Schule (Kassel)
Die Martin-Luther-King-Schule (kurz: MLKS) ist eine Berufsbildende Schule mit teilweise überörtlicher Zuständigkeit in Kassel. Sie ist nach Martin Luther King benannt. Mit Stand vom 1. November 2017 besuchen rund 1900 Schüler die Schule, rund 70 Lehrkräfte geben Unterricht.

## Geschichte
1963 wurde die heutige Martin-Luther-King-Schule als damalige Kaufmännische Berufsschule von der Stadt Kassel gegründet. Zum Jahreswechsel 1970/71 konnte der noch heute genutzte Neubau an der Schillerstraße bezogen werden. Damit wurde die zur damaligen Zeit übliche Raumnot überwunden. Nach dem Bürgerrechtler Martin Luther King wurde sie 1971 benannt. Die Fachschule für Betriebswirtschaft sowie die Höhere Handelsschule wurden 1979 an die MLKS angegliedert. Zu Beginn des Schuljahres 2008/09 wurde die Fachschule für Bürokommunikation an der MLKS eingerichtet. Die Höhere Handelsschule ging zum Schuljahr 2017/2018 durch die Teilnahme der Martin-Luther-King-Schule im Verbund mit den anderen beruflichen Schulen des Schulamtsbezirks Stadt und Landkreis Kassel in eine  Berufsfachschule zum Übergang in Ausbildung (BÜA)  über. Für 15 Ausbildungsberufe ist die MLKS teilweise für Nordhessen die zuständige Berufsschule. Unterrichtet wird in zwei Gebäuden. Im Hauptgebäude, Schillerstraße 4 und 6, finden sich hauptsächlich Klassenräume sowie die Schulverwaltung mit Sekretariat. Im Nebengebäude, der sich in der Schillerstraße 5 befindet, sind Fachräume sowie die IT-Räume eingerichtet. Ebenso schließt sich an den Hauptkomplex eine Sporthalle an.

## Beruflichen Fortbildung
Die Schule bietet die Möglichkeit, sich zum staatlich geprüften Betriebswirt weiterzubilden. Derzeit (2014) werden die vier Fachrichtungen Controlling, Logistik, Marketing und Personalwirtschaft angeboten. Die Weiterbildung findet in Vollzeitform oder Teilzeitunterricht für Berufstätige statt. Während der Weiterbildung besteht zusätzlich die Möglichkeit, die Fachhochschulreife zu erwerben oder an der Ausbildung der Ausbilder teilzunehmen.
Qualifikationsniveau: Seit 31. Januar 2012 wird die Weiterbildung zum Staatlich geprüften Betriebswirt nach dem Deutschen und Europäischen Qualifikationsrahmen (DQR/EQR) der Niveaustufe 6 zugeordnet.

## Besonderes
- die Schule hat einen eigenen Schulpfarrer
- im Hauptgebäude gibt es eine kleine Cafeteria in der Pausenhalle
- 1996 wurde ein Schulförderverein gegründet
- an der Schule wird ein Verfahren zur Konfliktregulierung durchgeführt